# Herb gminy Mszana
Herb gminy Mszana – jeden z symboli gminy Mszana, ustanowiony 11 września 2000.

## Wygląd i symbolika
Herb przedstawia na tarczy w polu błękitnym złoty dzwon, powieszony na gałęziach drzewa ułożonych w kształt serca Herb powstał w wyniku połączenia trzech symboli umieszczonych w historycznych herbach sołeckich Mszany (dzwon), Połomi (serce) i Gogołowej (drzewo). 